# La macchina del tempo (serie animata)
La macchina del tempo (タイムボカン?, Time Bokan) è una serie di anime che ha dato origine nel 1975 al fenomeno delle Time Bokan Series. La serie consta di 61 episodi andati originariamente in onda dal 4 ottobre 1975 al 25 dicembre 1976.

## Trama
L'esimio scienziato dottor Kida inventa la macchina del tempo, denominandola Time Bokan, con l'aiuto del suo assistente Sgrinfia e del robot C-Robot. Al giorno del collaudo sono presenti anche la nipote di Kida, Junko, e il suo amichetto Tanpei. Tutto funziona per il meglio e la macchina sparisce nei vortici temporali; quando ricompare nel laboratorio, però, del dottore non c'è più traccia e al suo posto all'interno dell'abitacolo troviamo il pappagallo Perasuke, il quale afferma di essersi nascosto all'interno della macchina per sfuggire alla moglie bisbetica, azionando involontariamente la procedura di rientro al presente e lasciando a piedi il dott. Kida nell'epoca imprecisata in cui si era trasferito. A questo punto, Junko e Tanpei cercano di farsi rivelare da Perasuke quale sia la sua epoca di provenienza, ma il pappagallo è smemorato e i suoi indizi sono spesso confusi e contraddittori.
Il fattore scatenante della serie è però un altro: Perasuke ha portato con sé dalla sua epoca un "dinamante", ovvero una gemma dal valore incalcolabile che al tempo stesso può generare un'incredibile fonte di energia (infatti il nome è un misto di diamante e dinamite), affermando che nella sua epoca d'origine ne esistono molti. La notizia fa gola a Sgrinfia, che, avendo trafugato i piani della macchina del tempo dallo studio del dott. Kida, decide di costruirne una personale per andare alla ricerca delle fantomatiche pietre. L'infido assistente è spalleggiato da altri due malviventi, la bella Lady Margot (capo del terzetto) e il forzuto Birba, entrambi molto interessati ai dinamanti.
A questo punto cominciano gli andirivieni nel tempo per due motivi diversi: da una parte Junko e Tanpei vogliono ritrovare il dottore e riportare a casa Perasuke (che, dal canto suo, spesso si diverte a condurre i ragazzi in epoche che non sono la sua solo per il gusto di visitarle), dall'altra Lady Margot e i due scagnozzi alla ricerca dei dinamanti. Il tutto si svolge secondo un copione ben preciso:
- Sgrinfia spia i ragazzi per scoprire quale sia la destinazione indicata da Perasuke e seguire i ragazzi nel tempo; a volte sono Perasuke e C-Robot a spiare il trio che cerca i dinamanti
- I ragazzi calibrano la Time Bokan per il tempo e il luogo indicati dal pappagallo. Nel frattempo, il trio costruisce il suo robot, all'interno del quale è montata la loro macchina del tempo. Il tutto a tempo di musica, cantando il loro particolare "inno".
- Arrivati a destinazione i ragazzi aiutano le persone che incontrano, mentre il trio spesso rapisce anziani credendo siano il dott. Kida per farsi rivelare l'ubicazione dei dinamanti
- Scontro fra la Time Bokan dei ragazzi e il robot del trio
- I "cattivi" sono sul punto di vincere ma perdono catastroficamente
- Ritorno al presente e lavata di capo a Perasuke che non si ricorda la sua epoca di provenienza.

## I personaggi
Sono indicati i nomi originali giapponesi e fra parentesi i nomi dell'adattamento italiano, se sono stati cambiati.

### I protagonisti
- Junko
- Tanpei
- Chorobo (C-Robot)
- Perasuke

### Gli antagonisti
I cattivi sono noti anche come «Team Gaikottsu», dalla parola giapponese gaikottsu che significa scheletro, in relazione alla macchina del tempo a forma di teschio ideata da Sgrinfia.
- Marjo マージョ (Lady Margot) - 30 anni, avida di denaro e potere, estremamente determinata ma con due assistenti incapaci. Vuole impadronirsi dei dinamanti per conquistare il mondo.
- Grocky (Sgrinfia) - 25 anni, scienziato che lavorando col dott. Kida ne ha plagiato tutte le ricerche e vuole spacciarle come sue, per diventare lo scienziato più influente e noto al mondo. Segaligno, goffo e perennemente innamorato di Margot, oltre che bersagliato dalla sfortuna.
- Walther (Birba) - 35 anni, un uomo tarchiato che si impone con la sua forza bruta ma in quanto a cervello lascia molto a desiderare.

## Doppiaggio
| Personaggio          | Doppiatore originale | Doppiatore italiano |
| -------------------- | -------------------- | ------------------- |
| Junko                | Mari Okamoto         | Susanna Fassetta    |
| Tanpei               | Yoshiko Ohta         | Massimo Corizza     |
| Sgrinfia (Grocky)    | Jōji Yanami          | Sergio Gibello      |
| Madame Margot (Majo) | Noriko Ohara         | Anna Marchesini     |
| Birba (Warusa)       | Kazuya Tatekabe      | Sergio Matteucci    |

## Sigla italiana
La sigla della versione italiana era Video Killed the Radio Star cantata da un coro di bambini, ovvero "I Mini Pops".